# Attenella delantala
Attenella delantala je druh jepice z čeledi Ephemerellidae. Žije na západě Spojených států amerických. Jako první tento druh popsal Mayo v roce 1952.